# Татарские царевичи
Татарские царевичи на службе у московских государей — царевичи, выехавшие из татарских государств на службу в Русское государство.

При великом князе Иване Васильевиче всеа Русии самодержьце служили царевичи: царевич Данъяр, царевич Салтанай, царевич Зденай, царевич Енаи, царевич Шиговлей, царевич Петр, царевич Василеи, царевич Иван, царевич Лев, царевич Василеи, царевич Федор Магдарович, царевич Агдавлей Ахтуров, царевич Еналей.

При великом князе Василье Ивановиче служили: царевич Шиг-Алей казанский, царь Магмет-Аминь казанский.

При государе царе и великом князе Иване Васильевиче всеа Русии служили: царь Симеон Бекбулатович тверской, царь Симеон Касаевич казанской, царь Александр Сафа-Киреевич казанской, царь Дербыш Алеев, царь Шиг-Алей Шигавлеярович казанской, лифлянтской король Арцы-Магнус, царевич Тахтамыш, царевич Кайбула, у нево сын царевич Михаил Куйбулович, царевич Ибак, царевич Бекбулат.

## 1462—1505
- Данияр — царевич, касимовский правитель (1469—1486), сын царевича Касима.
- Сатылган — царевич, касимовский правитель (1491—1506), сын Нур-Девлет хана.
- Джанай — царевич, касимовский правитель (1506—1512), сын Нур-Девлет хана.
- Енай
- Шейх-Аулияр — царевич, касимовский правитель (1512—1516), владелец Сурожика (1502—1512), сын Бахтияр султана.
- Пётр Ибрагимович (до крещ. в 1505 г. Худай-Кул; ум. 1523, погребён в Москве) — казанский царевич, сын казанского Ибрагим хана, пленён и вывезен в Россию в 1487 г., зять вел. князя Василия III.
- Василий
- Иван
- Лев
- Василий Даирович — царевич, сын казанского царевича Мелик-Тагира, внук казанского Ибрагим хана. В 1519 участвовал как воевода в походе на Литву.
- Фёдор Магдарович — царевич, сын казанского царевича Мелик-Тагира, внук казанского Ибрагим хана, в 1531 г. был наместником в Новгороде, прославляется православной церковью как святой страстотерпец Феодор Долголядский
- Ак-Давлет — сибирский царевич, сын сибирского царевича Ак-Курта.
- Джан-Али — касимовский правитель, царевич (1519—1532), казанский хан (1532—1535), сын царевича Шейх-Аулияра.

## 1505—1533
- Шах-Али — касимовский правитель (1516—1519), хан (1537—46, 1546—51, 1552—67), казанский хан (1519—21, 1546, 1551—52). Сын Шейх-Аулияра. До получения казанского престола (1519) именовался царевичем, после ханом (царём).
- Мухаммед-Амин — казанский хан (1484—85, 1487—96, 1502—18), сын казанского Ибрагим хана.

## 1533—1584
- Симеон Бекбулатович (до крещ. в 1573 г. Саин-Булат) — касимовский правитель, хан (1567—1573), великий князь всея Руси (1575—1576), великий князь тверской (с 1576), сын царевича Бекбулата (см. ниже), вышел на русскую службу с отцом не позднее 1563 г.
- Симеон Касаевич (до крещ. в 1553 г. Ядыгар-Мухаммед) — казанский хан (1552), владелец Звенигорода (1554—1565), сын астраханского хана Касима.
- Александр Сафа-Киреевич (до крещ. Утямыш-Гирей) — казанский хан (1549—1551), сын казанского Сафа-Гирей хана.
- Дервиш-Али — астраханский хан (1537—39, 1554—56), владелец Звенигорода (1552—54), сын Шейх-Хайдара.
- Тохтамыш (ум. не позднее 1566) — царевич, внук Ахмед-хана, брат царевича Бекбулата.
- Михаил Кайбулович (до крещ. в 1570 г. Муртаза-Али) — боярин, владелец Звенигорода, сын Абдуллы Ак-Кубекова и брат касимовского правителя Мустафы-Али.
- Ибак (царевич) — царевич, в 1570 г. владел Сурожиком[1][2].
- Бекбулат (ум. не позднее 1566) — царевич, внук Ахмед-хана, в 1563 г. принимал участие в Литовском походе Ивана Грозного, вышел на русскую службу незадолго до этого.